# Adolfo Gaich
Adolfo Julián Gaich (Bengolea, 26 februari 1999) is een Argentijns betaald voetballer die doorgaans als aanvaller speelt. Hij tekende in augustus 2020 uit voor CSKA Moskou, dat hem voor ongeveer 8,5 miljoen euro overnam van San Lorenzo. Gaich debuteerde in 2019 in het Argentijns voetbalelftal.

## Clubcarrière

### San Lorenzo
Gaich sloot zich in 2014 aan bij de jeugdopleiding van San Lorenzo. Op 27 augustus 2018 maakte hij op negentienjarige leeftijd zijn profdebuut in de Argentijnse Primera División onder leiding van trainer Claudio Biaggio, in een gelijkspel werd Unión de Santa Fe op 1-1 gehouden. Zijn eerste doelpunt volgde in september 2018, in de 3-2 overwinning op Patronato verzorgde Gaich het openingsdoelpunt.

## Clubstatistieken
| Seizoen         | Club              | Competitie       | Competitie | Competitie | Beker | Beker | Internationaal | Internationaal | Totaal | Totaal |
| Seizoen         | Club              | Competitie       | Wed.       | Dlp.       | Wed.  | Dlp.  | Wed.           | Dlp.           | Wed.   | Dlp.   |
| --------------- | ----------------- | ---------------- | ---------- | ---------- | ----- | ----- | -------------- | -------------- | ------ | ------ |
| 2018/19         | San Lorenzo       | Primera División | 11         | 2          | 1     | 0     | 1              | 0              | 13     | 2      |
| 2019/20         | San Lorenzo       | Primera División | 12         | 5          | 1     | 0     | 0              | 0              | 13     | 5      |
| 2020/21         | CSKA Moskou       | Premjer-Liga     | 13         | 0          | 0     | 0     | 5              | 1              | 18     | 1      |
| 2020/21         | → Benevento       | Serie A          | 15         | 2          | 0     | 0     | —              | —              | 15     | 2      |
| 2021/22         | CSKA Moskou       | Premjer-Liga     | 1          | 0          | 0     | 0     | —              | —              | 1      | 0      |
| 2021/22         | → SD Huesca       | Segunda División | 27         | 1          | 1     | 0     | —              | —              | 28     | 2      |
| 2022/23         | CSKA Moskou       | Premjer-Liga     | 8          | 1          | 3     | 1     | —              | —              | 11     | 2      |
| 2022/23         | → Hellas Verona   | Serie A          | 16         | 2          | 0     | 0     | —              | —              | 16     | 2      |
| 2023/24         | CSKA Moskou       | Premjer-Liga     | 4          | 0          | 3     | 0     | —              | —              | 7      | 0      |
| 2023/24         | → Çaykur Rizespor | Süper Lig        | 33         | 8          | 2     | 3     | —              | —              | 35     | 11     |
| 2024/25         | CSKA Moskou       | Premjer-Liga     | 1          | 0          | 1     | 0     | —              | —              | 2      | 0      |
| 2024/25         | → Antalyaspor     | Süper Lig        | 33         | 8          | 5     | 1     | —              | —              | 38     | 9      |
| Carrière totaal | Carrière totaal   | Carrière totaal  | 174        | 29         | 17    | 5     | 6              | 1              | 197    | 36     |

Bijgewerkt tot en met het seizoen 2024/25.

## Interlandcarrière
In 2018 werd Gaich geselecteerd om met Argentinië onder 20 te gaan spelen op het L'Alcúdia International Tournament in Spanje. Hier scoorde de aanvaller drie doelpunten, twee doelpunten in de openingswedstrijd tegen Venezuela en een keer tegen het Murciaans elftal. Gaich kroonde zich met Argentinië tot winnaar van het toernooi, Rusland onder 20 werd met 1-2 verslagen in de finale. De aanvaller kwam in totaal vijf wedstrijden in actie dit toernooi. In december van dat jaar volgde een selectie voor het Zuid-Amerikaanse kampioenschap onder 20. In mei 2019 selecteerde Argentinië onder 20 coach, Fernando Batista, de aanvaller voor het WK onder 20 in Polen. Op dit toernooi was hij wederom trefzeker met doelpunten tegen Zuid-Afrika, Mali en Portugal.
Later dat jaar volgde een selectie voor Argentinië onder 23, waar hij mee mocht naar de Pan-Amerikaanse Spelen 2019 in Peru. Op dit toernooi speelde de aanvaller vijf wedstrijden en scoorde in totaal zes keer. Het eindresultaat was de gouden medaille. In de finale werd Honduras verslagen met 1-4.
Gaich debuteerde op 11 september 2019 in het Argentijns voetbalelftal, tijdens een met 4–0 gewonnen oefeninterland tegen Mexico.

## Erelijst
| Resultaat      | Competitie                                  | Aantal         | Jaar           |                |
| Argentinië –23 | Argentinië –23                              | Argentinië –23 | Argentinië –23 | Argentinië –23 |
| -------------- | ------------------------------------------- | -------------- | -------------- | -------------- |
|                | Pan-Amerikaanse Spelen                      | 1              | 2019           |                |
| Argentinië –20 |                                             |                |                |                |
|                | L'Alcúdia International Football Tournament | 1              | 2018           |                |